# Eland zwyczajny
Eland zwyczajny, eland, kanna (Tragelaphus oryx) – gatunek ssaka z rodziny wołowatych (Bovidae). Zamieszkuje Afrykę na południe od Sahary, głównie wschodnią i południową część kontynentu. Nie jest zagrożony wyginięciem.

## Taksonomia
Po raz pierwszy zgodnie z zasadami nazewnictwa binominalnego gatunek ten opisał Peter Simon Pallas w 1766, nadając mu nazwę Antilope oryx. Opisano 3 podgatunki: Tragelaphus o. livingstonii (Sclater, 1864), Tragelaphus o. oryx (Pallas, 1766) oraz Tragelaphus o. pattersonianus (Lydekker, 1906), jednak ich odrębność jest kwestionowana.

## Morfologia
Ciało elanda jest pokryte krótką sierścią o kolorze od ciemnego, szarobrązowego po czerwonobrązowy. Niekiedy po bokach ciała występują cienkie, pionowe białe pasy. Samce zazwyczaj są ciemniejsze, z szarym lub niebieskawym nalotem na sierści, na ich czołach występuje charakterystyczne skupisko ciemnych włosów. Widoczne jest u nich zwisające podgardle z kępkami czarnych włosów. Rogi występują u elandów płci obojga; na pierwszy rzut oka są proste, jednak w dwóch miejscach są mocno skręcone.

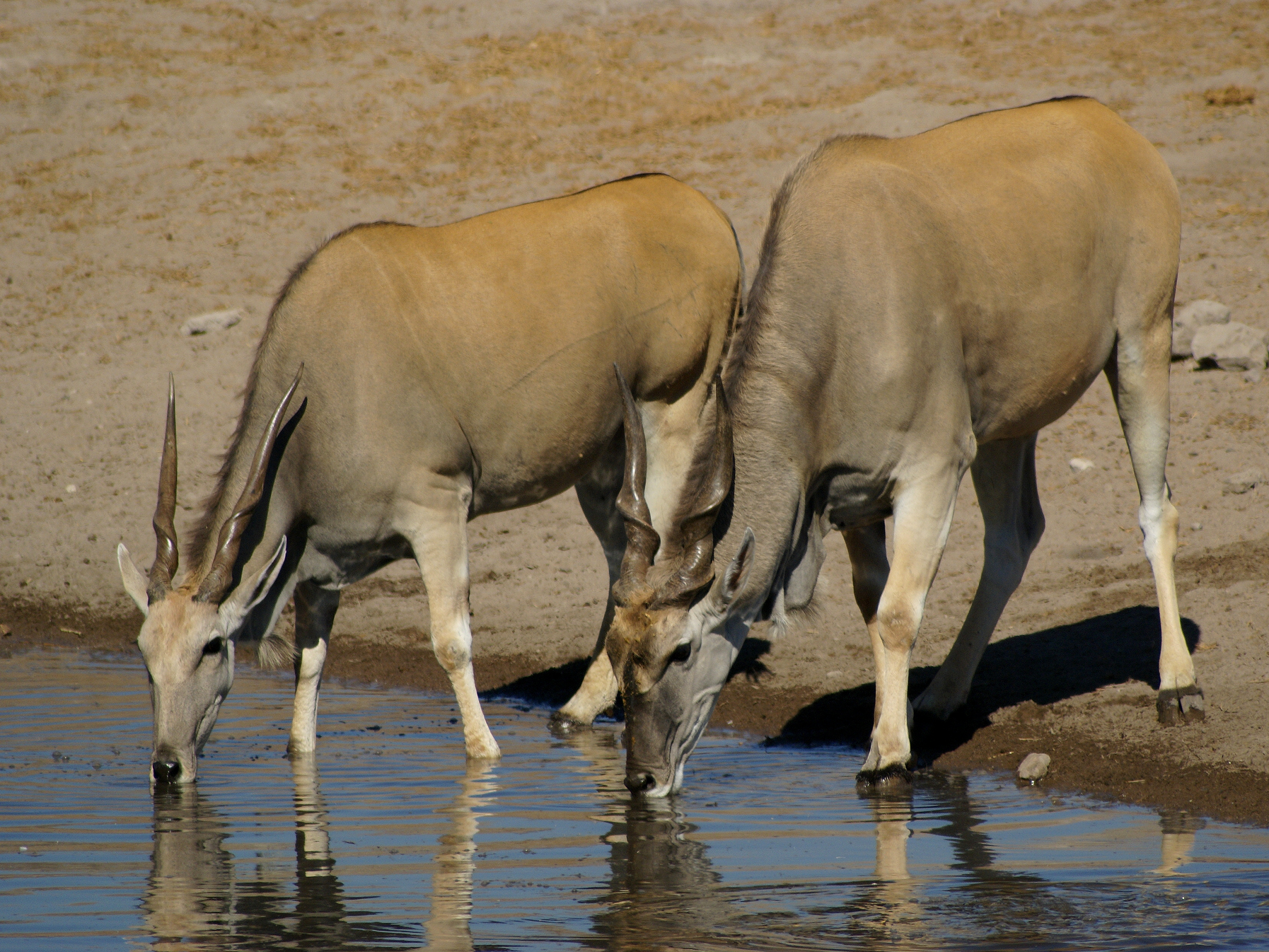
Elandy pijące wodę

### Wymiary
Wysokość w kłębie125–183 cm
Długość ciała200–345 cm
Długość ogona54–75 cm
Długość rogów43–67 cm u samców, 51–69,6 cm u samic
Masa ciała300–1000 kg

## Zasięg, środowisko
Elandy występują w blisko ⅓ części Afryki. Północna granica ich zasięgu biegnie na północny wschód przez Angolę i południową Demokratyczną Republikę Konga, dalej na północ przez Tanzanię, Kenię i południową Somalię. Populacje z południowych krańców zasięgu, w tym części RPA, Botswany i Namibii pochodzą głównie z reintrodukcji. Środowiskiem ich życia jest sawanna, zadrzewione, otwarte trawiaste równiny oraz górskie obszary trawiaste.

## Tryb życia
Elandy prowadzą nomadyczny tryb życia. Areał osobniczy u samic jest większy niż u samców. Antylopy te najbardziej aktywne są o poranku i późnym popołudniem, w ciągu dnia chronią się przez gorącem. Są to bardzo towarzyskie zwierzęta, występujące zawsze stadnie, także podczas pory deszczowej. Przeważnie stada liczą 25–70 osobników, obserwowano jednak liczące do 400. Wykazują się szczególną szybkością – mogą biegać z prędkością ponad 70 km/h. Żywią się trawami, roślinami zielnymi, liśćmi drzew i krzewów oraz soczystymi owocami.

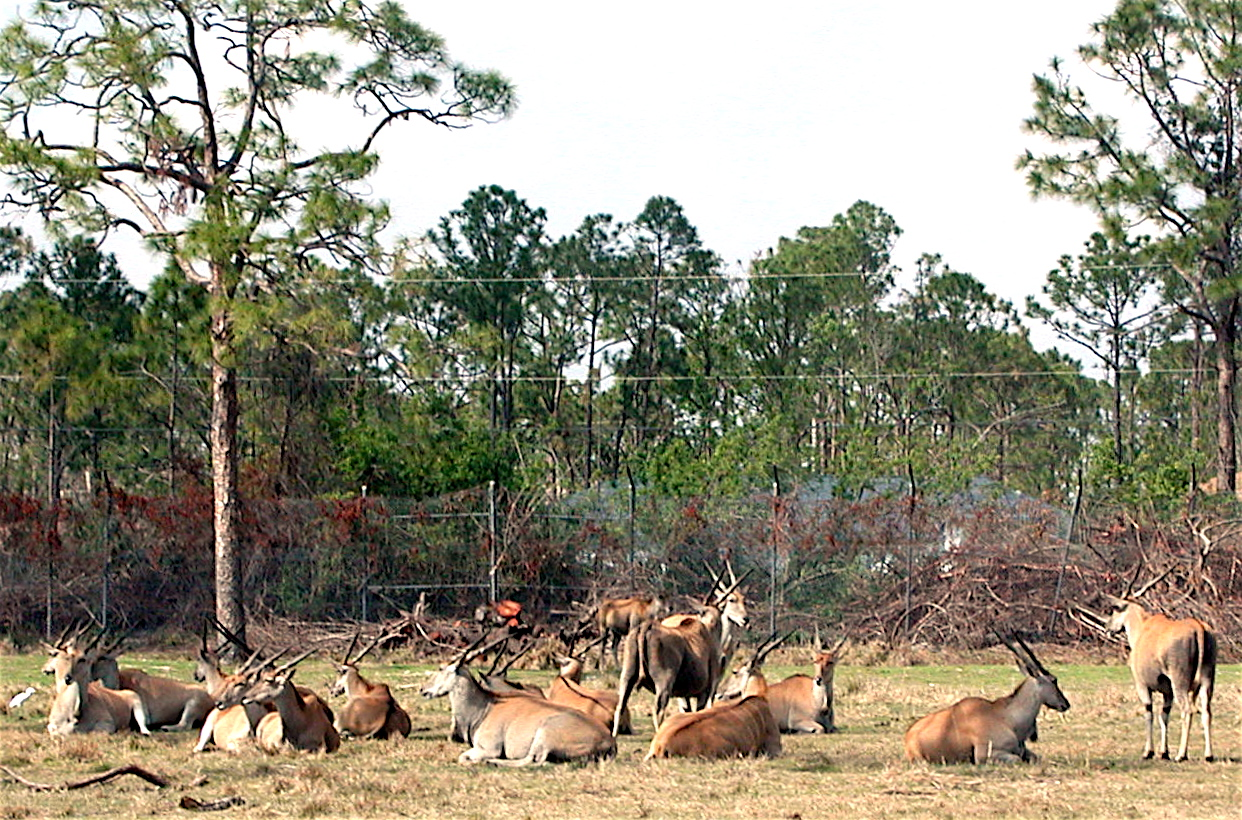
Stado

## Rozmnażanie
Okres rozrodczy zależny od regionu występowania; w niektórych są one wyraźniej zaznaczone, np. w Zambii młode rodzą się w lipcu i sierpniu. Dominujące samce zapładniają kilka samic. Według innego źródła mogą rozmnażać się cały rok, jednak najwięcej młodych rodzi się od sierpnia do listopada. Samce zbliżają się do samic w rui i lizaniem oraz trącaniem pyskiem jej zadu starają się przekonać ją do odbycia kopulacji, jednocześnie odpędzając z okolicy mniej dominujące samce. Sama kopulacja trwa około 4 sekund. Ciąża trwa 8,5–9 miesięcy. Rodzi się jedno młode. Samce po urodzeniu ważą 28–35 kg, samice – 23–31 kg. Zazwyczaj porody odbywają się nocą. Przez pierwsze dwa tygodnie życia młodego matka ukrywa je, dopiero po tym okresie zapoznając z resztą stada. Małe elandy przestają pić mleko matki w wieku około pół roku. Dojrzałość płciową osiągają w wieku około 2,5 roku w przypadku samic i 4 lat w przypadku samców.

## Status zagrożenia
IUCN uznaje elanda za gatunek najmniejszej troski (LC, Least Concern; stan w 2023). Liczebność populacji szacowana jest na 90–110 tysięcy osobników. Około połowa populacji występuje na obszarach chronionych.
Rozwój siedlisk ludzkich poskutkował ograniczeniem zasięgu występowania tych antylop, ponadto do drastycznych spadków liczebności doprowadziły wojny domowe, np. w Mozambiku, Angoli, Rwandzie, Ugandzie i Burundi (gdzie, według danych z 2. połowy lat 90. XX wieku, wymarły).

## Znaczenie dla człowieka
Elandy mogą być hodowane dla mięsa i mleka. Łatwo się oswajają, mają spokojny temperament. Są jednak kosztowne w utrzymaniu. Mleko elandów w porównaniu do krowiego wykazuje się znaczną trwałością.

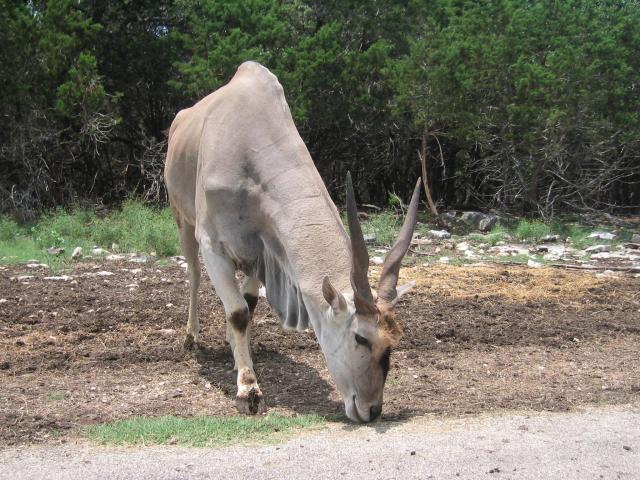
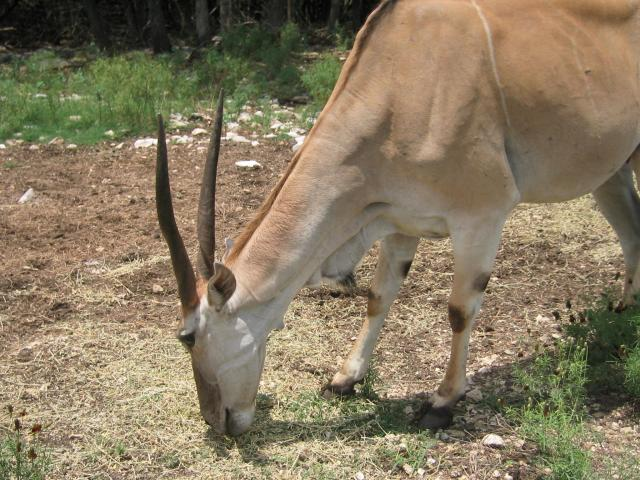
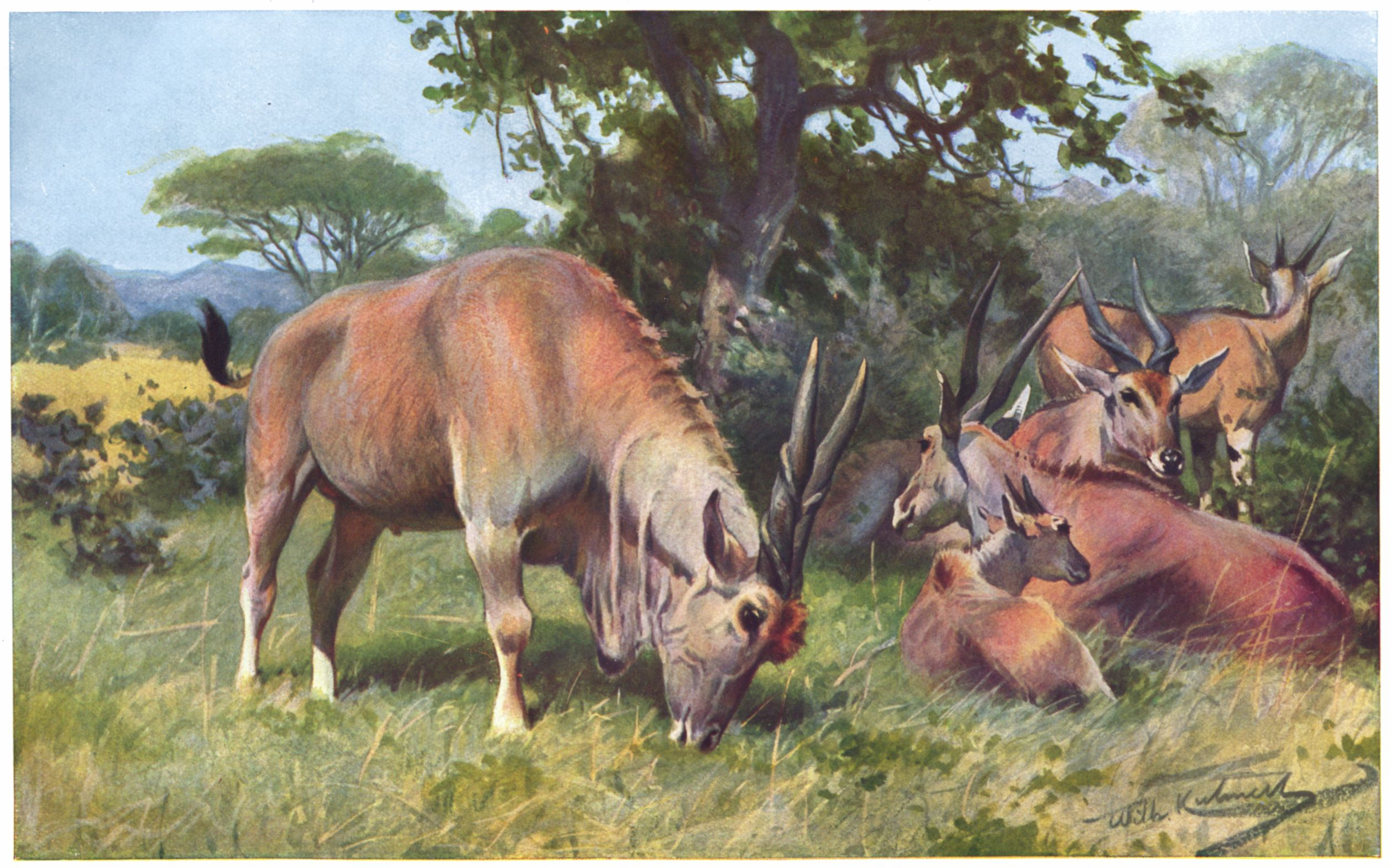
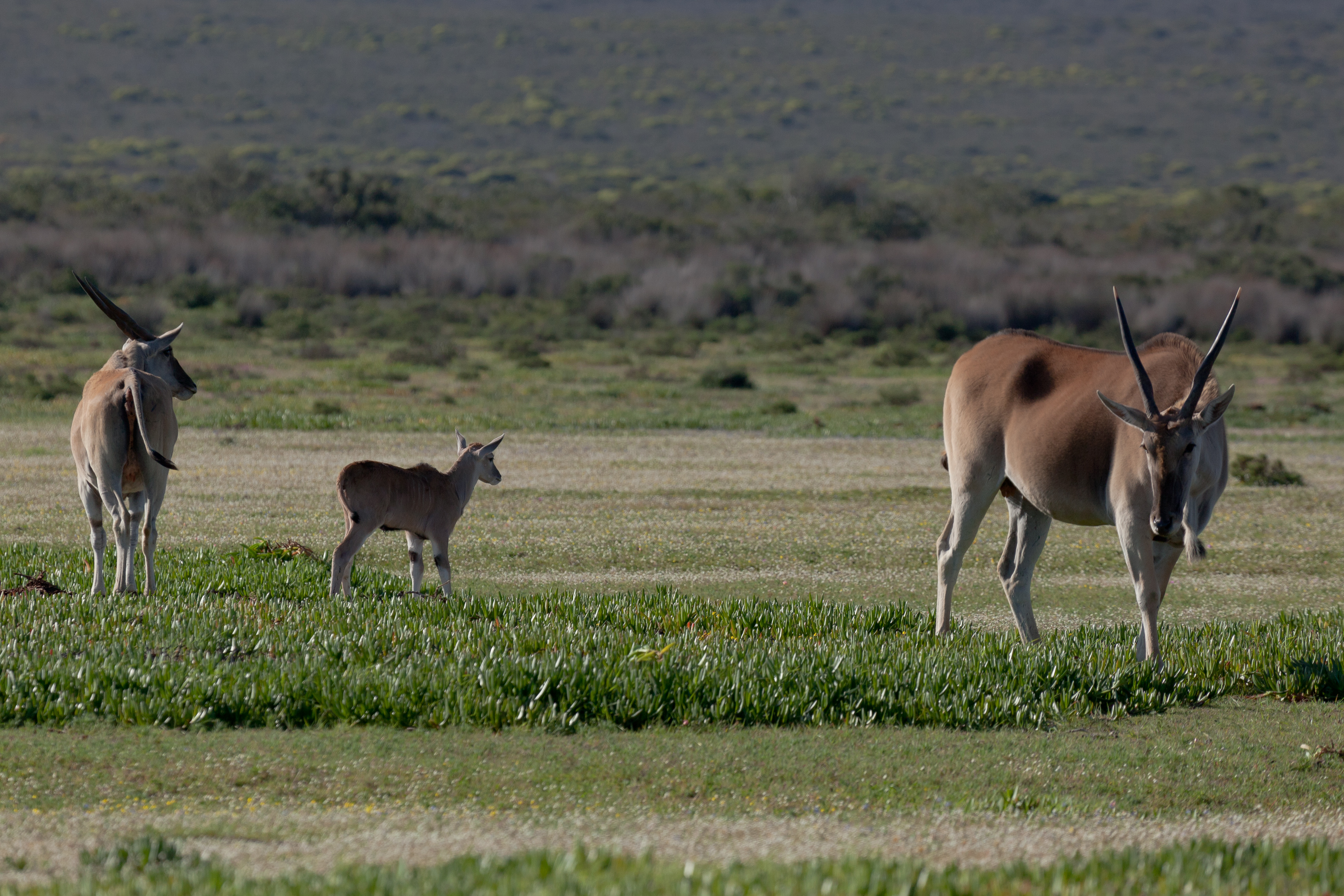